# アルフォンソ・デ・ガラレタ
アルフォンソ・デ・ガラレタ・ゲヌア(Alfonso de Galarreta Genua, FSSPX 1957年1月14日 - ) は、スペイン生まれのアルゼンチンの聖ピオ十世会(SSPX)司教である。
デ・ガラレタ司教は、聖ピオ十世会総長のダヴィデ・パリャラーニ神父の指示のもと、2018年よりSSPXの First Assistant を務めている。加えて、デ・ガラレタ司教は2009年よりSSPX—Vatican CommissionのPresidentでもあり、聖ピオ十世会および聖座間の通信を指揮している。
スペイン北部のカンタブリア州トレラベーガに生まれ、幼少期にアルゼンチンに移民した。スイスのÉcôneにある聖ピオ十世会国際神学校で司祭として養成され、1980年にブエノスアイレスでマルセル・ルフェーブル大司教により司祭に叙階された。 SSPX は第2バチカン公会議の影響によるカトリック教会のリベラル化に対抗するカトリック聖伝派を代表する。アルフォンソ・デ・ガラレタは、1988年のエコンでの司教聖別の際に司教として聖別された4人の SSPX 司祭（他3名はベルナール・フェレー神父、ベルナール・ティシエ・ド・マルレ神父、リチャード・ウィリアムソン神父）のうちの1人であった。この司教聖別は、カトリック教会の近代主義に対抗するための「緊急措置」として、カトリック教会の二人の司教である、ルフェーブル大司教とアントニオ・デ・カストロ・マイヤー司教によって執行されたが、ローマの許可を得ずに行われたため、教皇ヨハネ・パウロ2世は、彼の Ecclesia Dei motu proprio において、彼らは不服従を理由にlatae sententiae 破門宣告を受けていると主張した。
SSPX は当該破門宣告の教会法的有効性を否定し、カトリック教会における道徳的・神学的危機のために司教聖別が必要だったのであり、従って破門宣告に関係なく活動を続けると述べた。司教聖別後、デ・ガラレタ司教は、ラテンアメリカの SSPX 神学校であるアルゼンチンの La Reja にある Our Lady Co-Redemptrix Seminary の学長に就任した。1994 年にはSSPX のスペインおよびポルトガル管区長に就任し、2002年に聖ピオ十世会の第二補佐に就任した。2009年の教皇ベネディクト16世の在位中に、教皇庁は SSPX の自動破門宣告の問題について、正式に破門解除を宣言した。 

## 幼少期と初期の司牧
デ・ガラレタは1957年にスペインのトレラベーガで生まれたが、幼少期に家族とともにアルゼンチンに移民した。1975年に、アルゼンチンのブエノスアイレス州ラ・プラタにある神学校に入学し、そこで3年間過ごした。1978年10月にスイスの Écôneにある聖ピオ十世会国際神学校に入った。
1980年8月24日、ブエノスアイレス州 La Rejaにてマルセル・ルフェーブル大司教により司祭に叙階された。叙階後にまず La Reja にあるSSPX神学校にて教授を務めた。1985年から1988年までは、SSPX南米教区の管区長であった。

## Écône での司教聖別
1988年6月、マルセル・ルフェーブル大司教は、デ・ガラレタ他3名の司祭（ベルナール・フェレー、ベルナール・ティシエ・ド・マルレ、リチャード・ウィリアムソン）を司教に聖別する意向を表明した。ルフェーブルはこの件に関して、Code of Canon Law の Canon 1382により通常要求される、教皇からの許可など聖座からの命を受けてはいなかった。1988年6月17日、prefect of the Congregation for Bishops である Bernardin Gantin 枢機卿は、 当該4人の司祭に、もし彼らが教皇の許可なくルフェーブルによって司教に聖別されるならば、自動的に破門に処されるという、正式な教会法上の警告を送った。
1988年6月30日、デ・ガラレタ他3名の司祭らは、ルフェーブル大司教およびアントニオ・デ・カストロ・マイヤー司教により司教に聖別された。1988年7月1日、Gantin 枢機卿は、ルフェーブル、デ・カストロ・マイヤー、ド・マルレ他3名の新司教が「聖座に留保された破門宣告 latae sententiae を事実上(ipso facto )受けた」とする宣言を発表した。
1988年7月2日に発された自発教令Ecclesia Dei の中で、教皇ヨハネ・パウロ2世は、破門を再確認し、教皇に叛逆して司教聖別をとり行ったことは「極めて重大な不服従であり、教会の一致において最重要な事柄に抵触する("disobedience to the Roman pontiff in a very grave matter and of supreme importance for the unity of the Church")」、および、「かくなる不服従は、実際的にローマの優位性の拒否を意味し、離教の行為を構成する ("such disobedience — which implies in practice the rejection of the Roman primacy — constitutes a schismatic act")」と述べた。
Ecclesia Dei の実施を担当する委員会の責任者であったDarío Castrillón Hoyos 枢機卿は、「公式の分離ではないにせよ、離教の状態にある("situation of separation, even if it was not a formal schism.")」結果となったとした。
SSPXは、この司教聖別はカトリック教会の道徳的および神学的危機に際して不可欠なものであったとして、当該破門の有効性を否認している。

## SSPX司教として

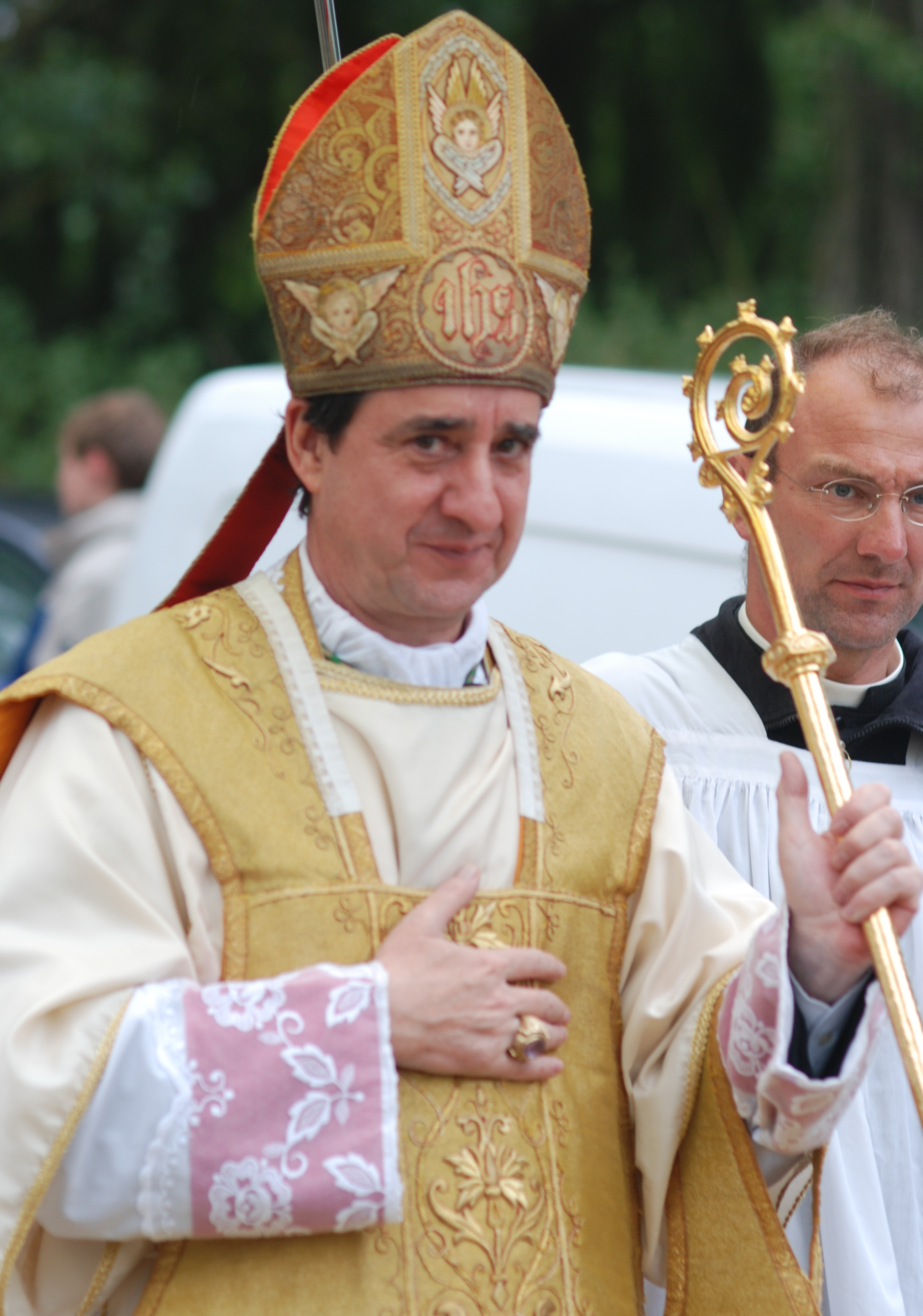
デ・ガラレタ (2011年)

司教聖別に伴い、デ・ガラレタは La Reja の神学校の学長に任じられた。また、1991年、Priestly Society of St. John Mary Vianney 創設者であるアントニオ・デ・カストロ・マイヤー司教の死後、同会のリシニオ・ランゲルを司教に聖別する際の補佐を務めた。
1994年に SSPX のスペインおよびポルトガル管区の管区長となった。また、2002年には SSPX の第二補佐となった。
2009年1月21日の法令（プロトコル・ナンバー126/2009）は、フェレー司教が1988年6月30日にルフェーブル大司教によって聖別された4人の司教全員の代表として改めて要請したのに応じて発布されたものであるが、これによると、司教座聖堂会議の議長は、教皇ベネディクト16世から明示的に付与された権限により、彼らが自動的な破門を解除し、これに続いて、聖ピオ十世会全体の教会との完全な共同体が速やかに実現することを望んでおり、また、これにより、目に見える統一の証拠として、真の忠誠心と教皇の教導権および権威の真の認識を示していることを示唆した。
したがって、SSPX 司教4名の教会法上の立場は、聖ピオ十世会所属の他の聖職者らと同様、（「破門」→）「聖職停止(suspended a divinis)」となったと推定される。
2009年8月、デ・ガラレタ司教は、聖座との神学的議論を主管する SSPX 委員会の議長に任ぜられたと報じられた。

## 参照
1. ↑  Apostolic letter Ecclesia Dei Archived January 29, 2015, at the Wayback Machine.
2. ↑  SSPX FAQ Question 11 (29 June 1987). SSPX.org. Accessed 2008-01-01 Archived 12 April 2011 at the Wayback Machine.
3. ↑  The 1988 consecrations: a theological study (July & September 1999). Sì sì no no via SSPX.org. Accessed 2008-01-01 Archived 2011-08-07 at the Wayback Machine.
4. ↑  The 1988 consecrations: a canonical study (November 1999). Sì sì no no via SSPX.org. Accessed 2008-01-01 Archived 2011-08-07 at the Wayback Machine.
5. ↑  Remissione della scomunica latae sententiae ai vescovi della Fraternità sacerdotale San Pio X, 24.1.2009 Archived 2009-02-01 at the Wayback Machine.
6. ↑  Interview for 30 days Archived 2006-02-13 at the Wayback Machine. (2005). 30giorni. Retrieved May 18, 2017.
7. ↑  SSPX FAQ Question 11 Archived 2011-04-12 at the Wayback Machine. (29 June 1987). SSPX.org. Retrieved May 18, 2017.
8. ↑  The 1988 consecrations: a theological study Archived 2011-08-07 at the Wayback Machine. (July & September 1999). Sì sì no no via SSPX.org. Retrieved May 18, 2017.
9. ↑  The 1988 consecrations: a canonical study Archived 2011-08-07 at the Wayback Machine. (November 1999). Sì sì no no via SSPX.org. Retrieved May 18, 2017.